# رون سيلفر
رون سيلفر (بالإنجليزية: Ron Silver)‏ هو مدون وممثل أمريكي، ولد في 2 يوليو 1946 بمانهاتن في الولايات المتحدة، وتوفي بنفس المكان في 15 مارس 2009 بسبب سرطان المريء. بدأ مشواره المهني سنة 1974، ومن الجوائز التي نالها جائزة توني لأفضل ممثل في مسرحية ‏ سنة 1988.

## أعمال

### أفلام
- (1983) سيلكوود
- (1990) انعكاس الحظ
- (1994) تايمكوب[7]
- (2000) اقبض على كارتر
- (2001) علي[8]
- (2007) العشرة

## جوائز
- جائزة توني لأفضل ممثل في مسرحية [الإنجليزية]‏ (1988)

## وصلات خارجية
- رون سيلفر على موقع IMDb (الإنجليزية)
- رون سيلفر على موقع روتن توميتوز (الإنجليزية)
- رون سيلفر على موقع ألو سيني (الفرنسية)
- رون سيلفر على موقع أول موفي (الإنجليزية)
- رون سيلفر على موقع قاعدة بيانات برودواي على الإنترنت (الإنجليزية)
- رون سيلفر على موقع قاعدة بيانات الأفلام السويدية (السويدية)
- رون سيلفر على موقع إن إن دي بي (الإنجليزية)
- رون سيلفر على موقع قاعدة بيانات الفيلم (الإنجليزية)
- رون سيلفر على موقع كينوبويسك (الروسية)